# Leen- en Pachtwet

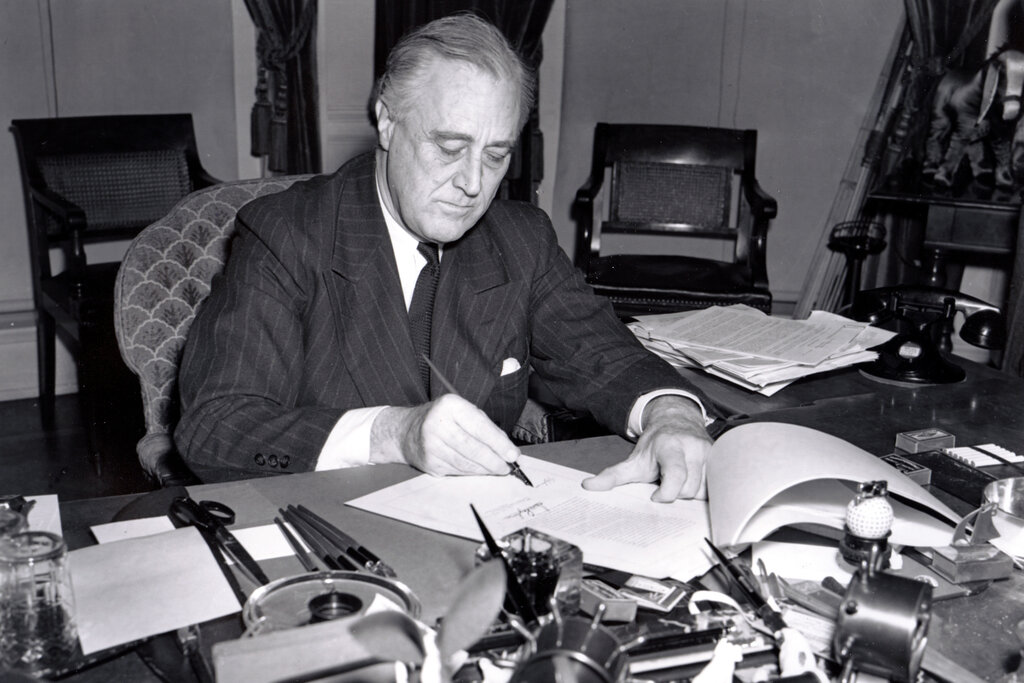
Franklin D. Roosevelt ondertekent de Leen- en Pachtwet

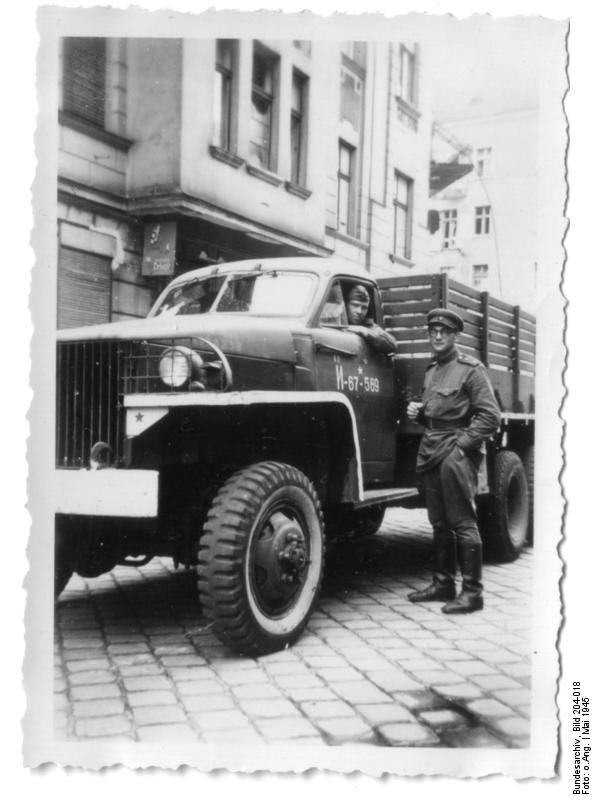
Door de levering van Amerikaanse trucks was het Rode Leger tegen het einde van de oorlog volledig gemotoriseerd, terwijl het Duitse leger nog afhankelijk was van paarden

De Leen- en Pachtwet (Engels: Lend-Lease Act) van 11 maart 1941 was een Amerikaanse wet op grond waarvan de Verenigde Staten aan het begin van de Tweede Wereldoorlog materiële steun kon verlenen aan het Verenigd Koninkrijk, en later ook aan andere landen, zonder het uitgangspunt van neutraliteit te schenden. De wet gaf de Amerikaanse regering de discretionaire bevoegdheid om defensiemateriaal ter beschikking te stellen aan staten wier defensie door de Amerikaanse president van vitaal belang werd geacht voor de verdediging van de VS. 

## Ontstaan
Voordat deze wet van kracht werd, was tussen de VS en het Verenigd Koninkrijk wel een aantal overeenkomsten gesloten op grond waarvan defensiematerieel en faciliteiten met elkaar geruild werden. Dit betrof onder meer 50 oudere Amerikaanse torpedobootjagers, versus Amerikaanse gebruiksrechten op Britse marinebases in de Caraïben. Teneinde de Amerikaanse neutraliteitswetgeving te respecteren moest dit echter op basis van (veronderstelde) evenredigheid gebeuren. De VS waren immers niet in oorlog tot de Japanse aanval op Pearl Harbor op zondag 7 december 1941 en de Duitse oorlogsverklaring aan de VS op 11 december 1941.
De tegenstanders argumenteerden dat de wet de Verenigde Staten in de oorlog zou sleuren. Teneinde de steun van de Amerikaanse bevolking te verkrijgen, gebruikte president Roosevelt in een radiotoespraak van 17 december 1940 de beroemd geworden beeldspraak van de buurman wiens huis in brand staat en hem de tuinslang te leen vraagt. "Ik zou dan niet zeggen, buurman, mijn tuinslang heeft 15 dollar gekost en die moet u mij eerst betalen. Ik hoef geen 15 dollar, ik wil alleen mijn tuinslang terug als de brand is geblust." Mede door deze analogie werd bereikt dat de wet werd aangenomen, ook al was er een felle discussie in het Congres.

## Uitvoering
De eerste landen die hulp kregen via de Leen- en Pachtwet waren Griekenland en het Verenigd Koninkrijk. Op grond van deze wet konden de VS tot oktober 1941 voor circa 1 miljard dollar aan militaire hulp verstrekken aan het Verenigd Koninkrijk. Dit land zou een dergelijk bedrag op dat moment niet hebben kunnen betalen, waarbij opgemerkt wordt dat de koopkracht van een dergelijk bedrag toen vele malen groter was dan thans, ruim driekwart eeuw later, het geval is. 
Uiteindelijk zou tot augustus 1945, toen de wet werd ingetrokken, voor ruim 50 miljard dollar aan hulp worden verstrekt aan 37 verschillende landen, waarvan het Verenigd Koninkrijk verreweg de grootste ontvanger was. Dat land en het Britse Gemenebest (Canada, Australië, Nieuw-Zeeland) kregen in totaal voor meer dan 31 miljard dollar aan hulp. Het Lend-Lease-programma was voor de geallieerden van cruciaal belang, omdat de eigen oorlogsindustrie van Groot-Brittannië bij lange na niet in staat was om de hoeveelheid oorlogsmaterieel te produceren die nodig was. Ook nadat de VS in de oorlog betrokken raakten bleef het programma noodzakelijk: het opbouwen van de eigen strijdkrachten was eind 1941 nog lang niet voltooid.
Als tegenprestatie moest het Verenigd Koninkrijk aan de VS toegang geven tot handel binnen zijn Gemenebest. Hierin kaderden verdragen tussen beide landen als de Master Lend-Lease Agreement, onderhandeld in 1941-1942 en het monetair Bretton-Woods akkoord in 1944. Op grond van Lend-Lease stelde het Verenigd Koninkrijk aan de VS ook kennis ter beschikking op het gebied van onder meer radar en straalaandrijving.
De tweede grootste ontvanger van Amerikaanse hulp was de Sovjet-Unie met ongeveer 11 miljard dollar. Roosevelt stond aanvankelijk afkerig tegenover steun aan het communistische land en het duurde tot oktober 1941, verschillende maanden na de Duitse inval in Rusland, voor hij de eerste hulp toestond. Dit gebeurde aanvankelijk over zee via de Noordelijke Atlantische Oceaan. Daar kwamen later de Noordoostelijke Doorvaart, de haven van Vladivostok, via Basra door Iran en via de Alsib, de vliegroute van Alaska via Oeëlkal naar Krasnojarsk bij. De hulp bestond onder andere uit 13 miljoen paar legerlaarzen, spam en, zeer belangrijk, locomotieven en legervrachtwagens. De Amerikaanse hulp was eerder beperkt ten opzichte van de Sovjetproductie van militair materiaal, maar ze liet aan de Sovjet-Unie toe haar productie te concentreren op bepaalde takken.
Andere landen die veel hulp ontvingen waren Frankrijk en zijn kolonies (3,2 miljard dollar) en China (1,6 miljard dollar). Ook Nederland en zijn kolonies ontvingen voor 251 miljoen dollar hulp en Belgisch-Congo voor 159 miljoen.
Op 30 augustus 1945 werd de wet door president Harry Truman ingetrokken en de hulp gestaakt.
In mei 2022 werd de wet in een nieuwe vorm van kracht ten behoeve van wapenleveranties aan Oekraïne.